# Labeo potail
Labeo potail är en fiskart som först beskrevs av Sykes, 1839.  Labeo potail ingår i släktet Labeo och familjen karpfiskar. IUCN kategoriserar arten globalt som starkt hotad. Inga underarter finns listade i Catalogue of Life.